# Cyclophora wollastoni
Cyclophora wollastoni là một loài bướm đêm trong họ Geometridae.